# Gerard Douffet

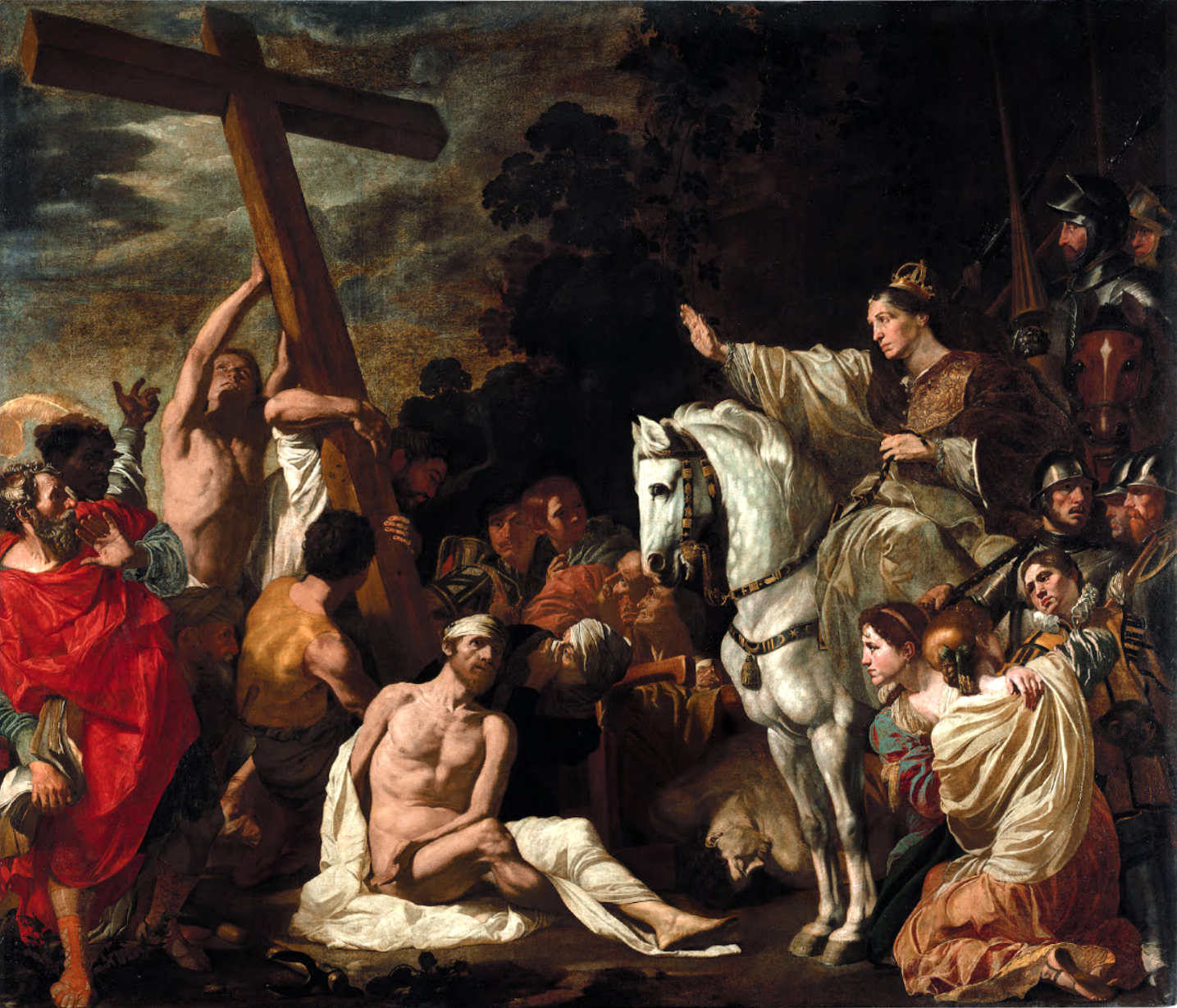
Święta Helena - Odnalezienie drzewa Krzyża Świętego

Gerard Douffet (ur. 6 sierpnia 1594 w Liège, zm. w 1660 tamże) – flamandzki malarz okresu baroku, caravaggionista.
Prawdopodobnie studiował w Antwerpii, być może w warsztacie Rubensa, co jednak nie wywarło wpływu na jego twórczość. Owocem jego pobytu we Włoszech (ok. 1614-1622) było upodobanie do caravaggionizmu, widoczne w ok. 20 znanych jego obrazach. W 1634 był oficjalnym malarzem księcia-biskupa Liège – Ferdynanda Bawarskiego.
Malował sceny religijne i portrety. Jego uczniem był Bertholet Flémalle.

## Wybrane dzieła
- Odnalezienie drzewa Krzyża Świętego (1624) – Monachium, Stara Pinakoteka,
- Papież Mikołaj V u grobu Franciszka (1627) – Monachium, Stara Pinakoteka,
- Chrystus ukazujący się św. Jakubowi większemu (1633) – Schleissheim, Neues Schloss,
- Ferdynand Bawarski (ok. 1634) – Düsseldorf, Kunstmuseum.